# Gabinetto dei ministri dell'Ucraina
Il Gabinetto dei ministri dell'Ucraina (in ucraino Кабінет Міністрів України?, Kabinet Ministriv Ukraïny) è l'organo collegiale detentore del potere esecutivo in Ucraina. Esso viene nominato e approvato dalla Verchovna Rada su proposta del Primo ministro.
L'attuale governo è il Governo Svyrydenko, in carica dal 17 luglio 2025.

## Formazione
Il Gabinetto dei ministri è composto dal Primo ministro, dai suoi vice e dai ministri. Il Primo ministro viene eletto dalla Verchovna Rada su proposta del Presidente dell'Ucraina e dopo l'elezione propone la formazione del suo governo fatta eccezione per i ministri di affari esteri e difesa, che vengono nominati dal Presidente e la cui votazione per la fiducia si svolge separatamente rispetto al resto del governo. Il Primo ministro siede di diritto nel Consiglio della Sicurezza e della Difesa Nazionale dell'Ucraina insieme ai ministri di: affari esteri, affari interni, affari dei veterani, difesa, energia e finanze.